# 唐纳德·彼得森
唐纳德·赫罗德·彼得森（Donald Herod Peterson，1933年10月22日—2018年5月27日）曾是一位美国国家航空航天局的宇航员，执行过挑战者号航天飞机的处女航STS-6任务，并在任务中完成了太空行走。